# غابرييلا فيلاسكو أندريو
غابرييلا فيلاسكو أندريو (بالإسبانية: Gabriela Velasco Andreu)‏ هي لاعب كرة مضرب إسبانية، ولدت في 1 أبريل 1985.

## وصلات خارجية
- غابرييلا فيلاسكو أندريو على موقع رابطة محترفات التنس (الإنجليزية)
- غابرييلا فيلاسكو أندريو على موقع الاتحاد الدولي لكرة المضرب (الإنجليزية)